# Jedwabna chorągiew z grobu Damy Dai w Mawangdui
Jedwabna chorągiew z grobu Damy Dai w Mawangdui – jedwabna chorągiew odnaleziona w jednym z grobów w Mawangdui, stanowiąca jeden z najwcześniejszych zachowanych przykładów chińskiego malarstwa na jedwabiu.
Trzy groby z Mawangdui należały do markiza (侯, hou) Dai, Li Canga, jego konkubiny, Damy Dai, oraz ich syna. Grób Damy Dai (zm. po 168 p.n.e.) jako jedyny zachował się nienaruszony, zaś spośród jego wyposażenia "żaden inny przedmiot nie spotkał się z większym zainteresowaniem uczonych niż malowana chorągiew pogrzebowa, której zaskakujące wyrafinowanie zainspirowało całkowite przewartościowanie wczesnego chińskiego malarstwa". Ciało Damy Dai zostało złożone w czterech umieszczonych jedna w drugiej trumnach. Najbardziej wewnętrzną z trumien przykryto jedwabną chorągwią o kształcie litery T, która ma 205 cm długości, 92 cm szerokości w części górnej oraz 48 cm szerokości w części dolnej. Chorągiew jest jednym z najwcześniejszych znanych przykładów chińskiego malarstwa na jedwabiu, pokrywa ją bowiem obraz przedstawiający wędrówkę zmarłej ze świata podziemnego do świata żyjących i osiągnięcie nieba. Świat podziemny przedstawiony w dolnej części obrazu zawiera w sobie stworzenia wodne oraz masywną postać podtrzymującą Ziemię. Część środkowa, obramowana dwoma smokami wijącymi się wokół dysku bi, przedstawia świat żyjących, ukazując członków rodziny opłakujących Damę Dai i jej portret. Na górze widzimy zamieszkałe przez smoki niebo pełne kłębiących się chmur i podobne do jeleni stworzenia dosiadane przez mityczne postaci. Postać ukazana jako owinięta przez węża, stojąca w centrum nieba i mająca po bokach słońce z krukiem i księżyc, jest identyfikowana jako Fuxi lub Nüwa, protoplaści Chińczyków.
Chociaż uczeni są raczej zgodni co do tego ogólnego rozumienia obrazu, to jego całościowa interpretacja w kontekście ówczesnych wierzeń religijnych, jak i rytualna funkcja chorągwi, pozostają przedmiotem sporu. Wczesne interpretacje dzieliły wspólne założenie, że malowana chorągiew pełni symboliczną funkcję mapy dla wędrówki niematerialnej duszy (hun) po zaświatach, przy czym dominował pogląd, że obraz ma nadawać kierunek wzlotowi hun do nieba. Pojawiły się jednak głosy, że idea wędrówki hun nie pojawiła się jeszcze w połowie II w. p.n.e. i obraz raczej wskazuje duszy drogę powrotu do podziemnego domu. Chorągiew często przy tym identyfikowano z feiyi (fruwającym strojem) który jest wymieniony w inwentarzu grobu sporządzonym na bambusowych deseczkach, tez zaś z kolei z ubraniem używanym podczas praktykowanego w ówczesnych Chinach rytuału przywołania duszy. Jak jednak zauważył już Jerome Silbergeld, nazwa feiyi nie występuje w dostępnych tekstach z epoki i trudno identyfikować chorągiew z kawałkiem ubrania używanym w rytuale przywołania duszy, sprawowanym przed samą ceremonią pogrzebową, szczególnie w sytuacji gdy Liji jednoznacznie stwierdza, iż strój użyty w rytuale nie może być następnie zastosowany do owinięcia lub ubrania ciała. 
Próbą odpowiedzi na problemy postawione przez Silbergeld była interpretacja Wu Hunga, który odwołał się do obecnych w ówczesnych rytuałach pogrzebowych rozróżnienia pomiędzy shi (martwym ciałem), a jiu (dosłownie "ciałem w swoim odwiecznym domu"). Jego zdaniem środkowa scena obrazu przedstawia te dwa stadia istnienia Damy Dai w zaświatach: członkowie rodziny składają ofiarę shi, zaś jiu jest reprezentowane przez portret. Tym samym chorągiew to tzw. Chorągiew Imienia (mingjing), wspomniana w Liji, identyfikująca zmarłego, gdy on sam nie może już tego zrobić będąc tylko martwym ciałem. Z kolei Eugene Y. Wang,  chcąc dokonać całościowej interpretacji programu ikonograficznego chorągwi, nawiązał do obecnej w rękopisach medycznych z Mawangdui koncepcji ożywienia zmarłego jako połączenia yin i yang, co można rozumieć także po prostu jako stosunek seksualny (połączenie elementu męskiego i żeńskiego). Połączone ze sobą ryby, jakie widzimy na dole obrazu, były znanym eufemizmem na określenie stosunku seksualnego. Tym samym widzimy tutaj jak w świecie podziemnym rozpoczyna się proces powracania do życia przez połączenie Yin i yang, kontynuowany w następnej scenie, gdzie mamy do czynienia z połączeniem czerwonego i niebieskiego smoka. Później widzimy scenę posiłku, która znowu pozostaje w zgodzie z rękopisami z Mawangdui, podkreślającymi rolę jedzenia i napojów, wzmacniających i regenerujących yin i yang, na kolejnym etapie procesu ożywiania. Połączenie yin i yang, zintensyfikowane przez spożycie "duchowego napoju" (symbolizowanego przez scenę posiłku), prowadzi następnie do powrotu ciała do swojej właściwej formy, co ukazuje portret Damy Dai. Kulminacją całego procesu jest osiągnięcie stanu niebiańskiego wyniesienia, podczas którego na powrót ożywiony duch ulatuje do wiecznego nieba, by połączyć się z masą obecnych tam duchów. Za niebiańskimi wrotami znajduje się "niebiański dwór" oświetlany przez słońce i księżyc, przy czym nieprzypadkowo duch Damy Dai powraca do księżyca, będącego źródłem yin, podczas gdy na chorągwi w którą owinięte było ciało jej syna widzimy jak powraca on do słońca, źródła yang, każde z nich właściwie dla swojej płci.
Dwie jedwabne chorągwie znalezione w grobie Damy Dai i jej syna są "starsze o tysiąc lat od wszystkich znanych chińskich zwojów pionowych i nie pozostawiają wątpliwości, że ten format powstał w Chinach". Przed odkryciem chorągwi z Mawangdui sądzono iż zwój pionowy przybył do Chin z Indii wraz z buddyzmem, ponieważ najwcześniejszymi znanymi obrazami w tej formie były buddyjskie chorągwie odkryte w Dunhuangu, pochodzące z czasów dynastii Tang. Obraz na chorągwi jest pierwszą w historii malarstwa chińskiego próbą oddania iluzji przestrzeni - postacie składające ofiarę są ustawione jedna za drugą, przy czym te niżej położone mają być bliżej widza, co pozostało stałą zasadą chińskiej kompozycji. W scenie na dole obrazu pojawia się perspektywa podporządkowana osi przebiegającej przez środek sceny, a podkreślonej zbiegającymi się skosami ornamentu umieszczonego nad sceną. Dominują ciemne brązy, ochra, czerń, cynober, fiolet i biel, przy czym ta dość ograniczona gama kolorów uzupełniona jest malachitową zielenią w różnych odcieniach, występującą w ornamentach. Jest to więc skala barw, w której brak błękitu i jego odcieni oraz żółci, przy czym miała ona pozostać dość typowa dla chińskich obrazów. Postacie zwierząt są maksymalnie zredukowane do ciągłych, zakrzywionych linii, co podkreśla mniej lub bardziej gwałtowny ruch, a tym samym życie, uwidocznione przez napięcie lub wykrzywienie pni lub kończyn. Miało to pozostać stałym elementem przedstawiania zwierząt w chińskim malarstwie.
Przedstawienie Damy Dai jest uważane za jeden z najwcześniejszych przykładów portretu w chińskim malarstwie. Mamy tu do czynienia z próbą uzyskania podobieństwa do pewnej rzeczywistej, historycznej postaci, przy czym artysta posłużył się obrazami sugerującymi jej status (ubranie z brokatu) i wiek (laska), raczej nie próbując zarysować jej indywidualnych rysów. Znaczenie Damy Dai jest podkreślone także przez jej skalę i pozycję: jest ona największą postacią w centrum chorągwi. Ma również na sobie najbardziej wyszukany strój, podczas gdy jej służący noszą jedynie proste szaty. Ponadto stoi zgarbiona, co wskazuje na jej wiek i schorowane biodro. Z jej grobu została wydobyta jej laska, prawdopodobnie ta sama, która została przedstawiona na obrazie. W sumie portret Damy Dai dzieli wiele cech wspólnych z przykładami wczesnej sztuki portretowej w Europie, która, jak zauważył Ernst Gombrich, często koncentrowała się raczej na społecznej pozycji i roli niż odrębnej tożsamości portretowanych.
W 2002 chorągiew znalazła się na liście sześćdziesięciu czterech zabytków kultury, które nie mogą być wystawiane poza Chinami, sporządzonej przez Państwową Administrację Dziedzictwa Kulturowego.